# Núcleo do Demónio

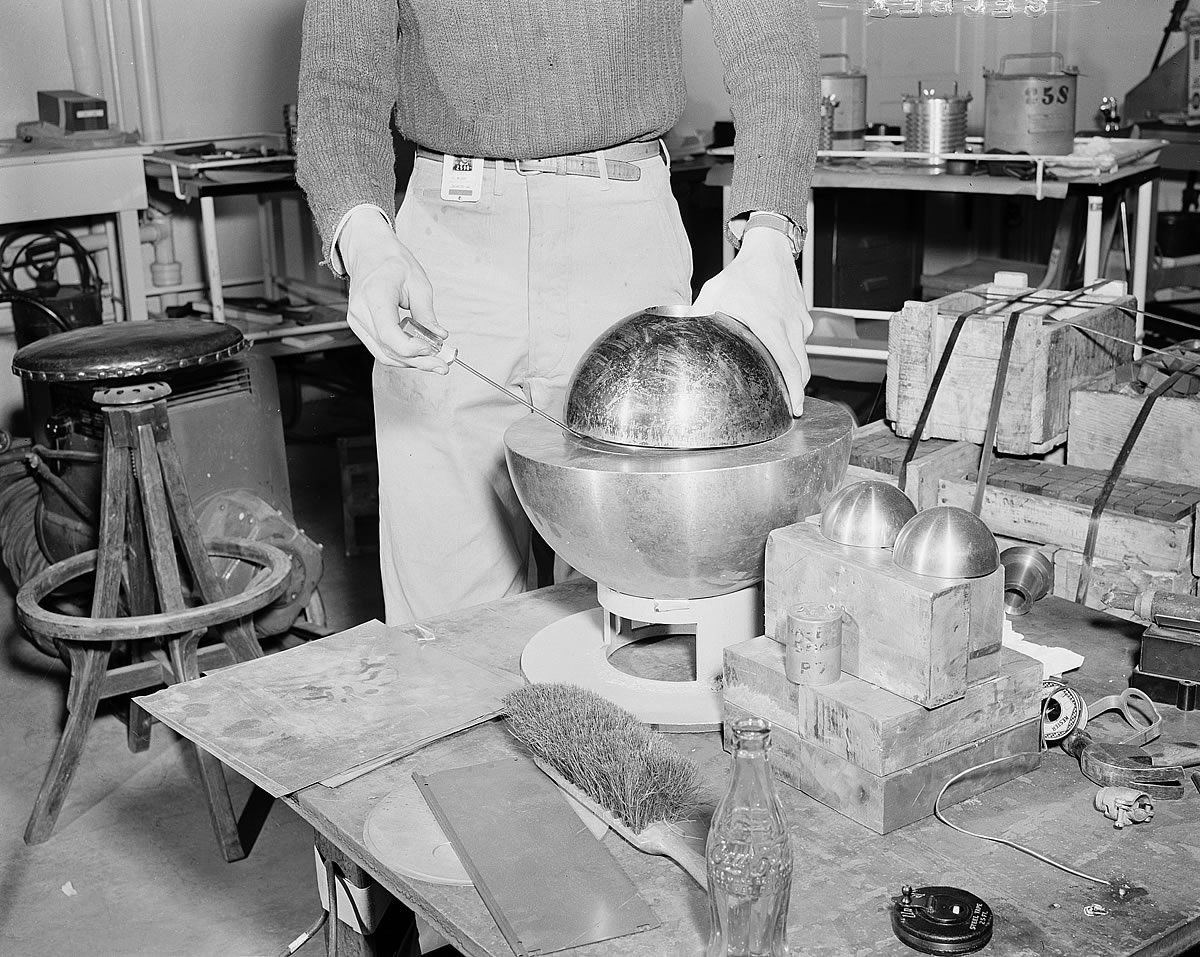
Encenação do incidente de 1946. Vê-se a meia esfera, mas não o núcleo no interior. Observe-se o hemisfério de berílio levantado por uma chave de fenda

Núcleo do Demónio (ou Demon core, em inglês) foi uma massa subcrítica de plutónio de forma esférica com um peso de 6,2 kg que acidentalmente alcançou a massa crítica em dois eventos separados dentro do Laboratório Nacional Los Alamos em 1945 e 1946. Cada incidente teve como resultado a irradiação aguda e envenenamento e subsequente morte de um cientista. Depois do segundo incidente o objeto foi designado «núcleo do Demónio».
Em 21 de agosto de 1945, o núcleo de plutónio produziu uma rajada de radiação ionizante que alcançou diretamente Harry Daghlian, físico que cometeu o erro de trabalhar sozinho em experiências de reflexão de nêutrons com o núcleo. Este foi colocado dentro de uma pilha de blocos de tungsténio, refletores de neutrões, para que o conjunto se aproximasse da massa crítica. Enquanto tentava colocar um bloco na periferia do conjunto, deixou-o acidentalmente cair no núcleo, o qual converteu o sistema em massa supercrítica. Apesar de retirar o bloco rapidamente, Daghlian recebeu uma dose fatal de radiação (cerca de 2,0 Gy).

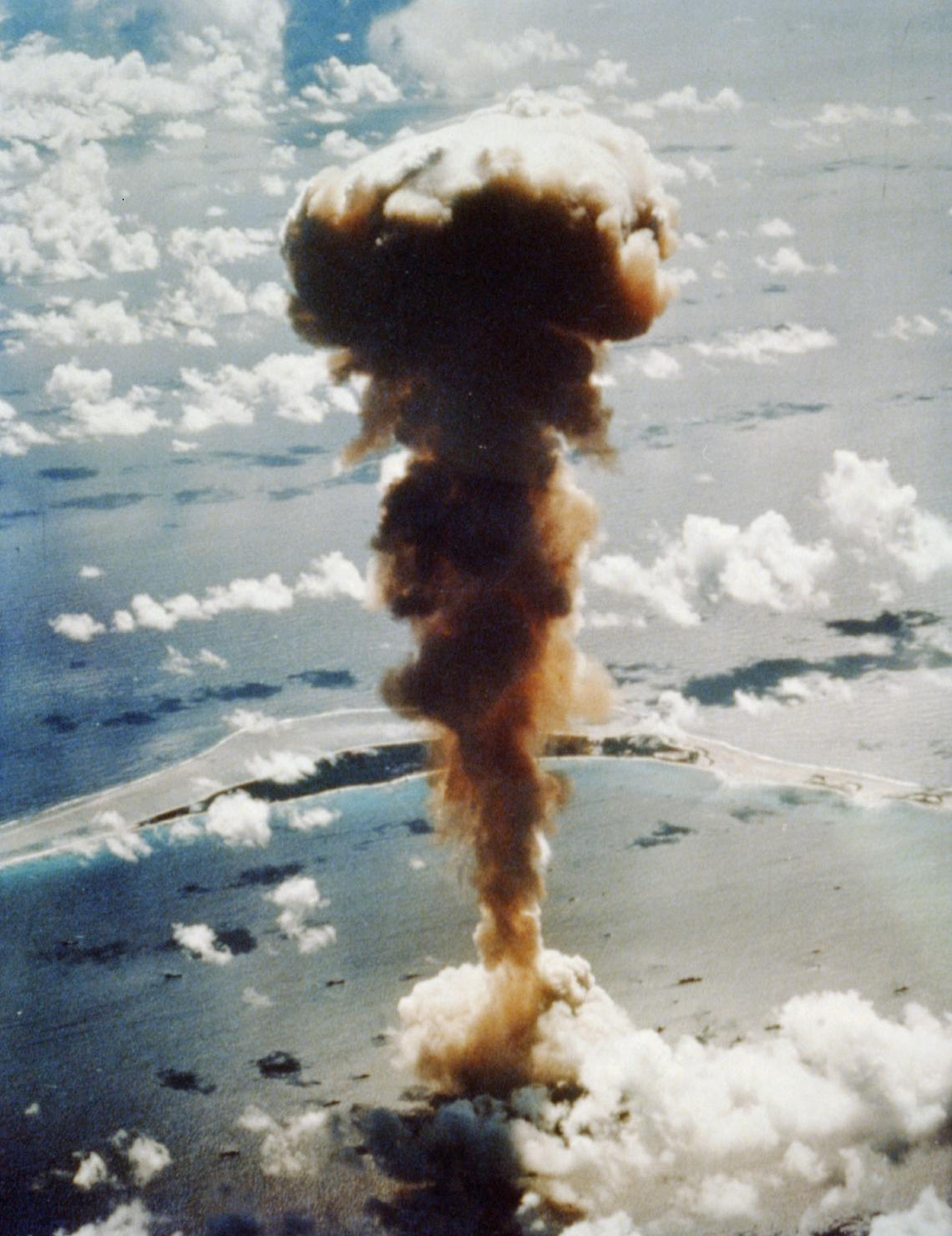
Explosão da bomba Able, que utilizou o Núcleo do Demónio

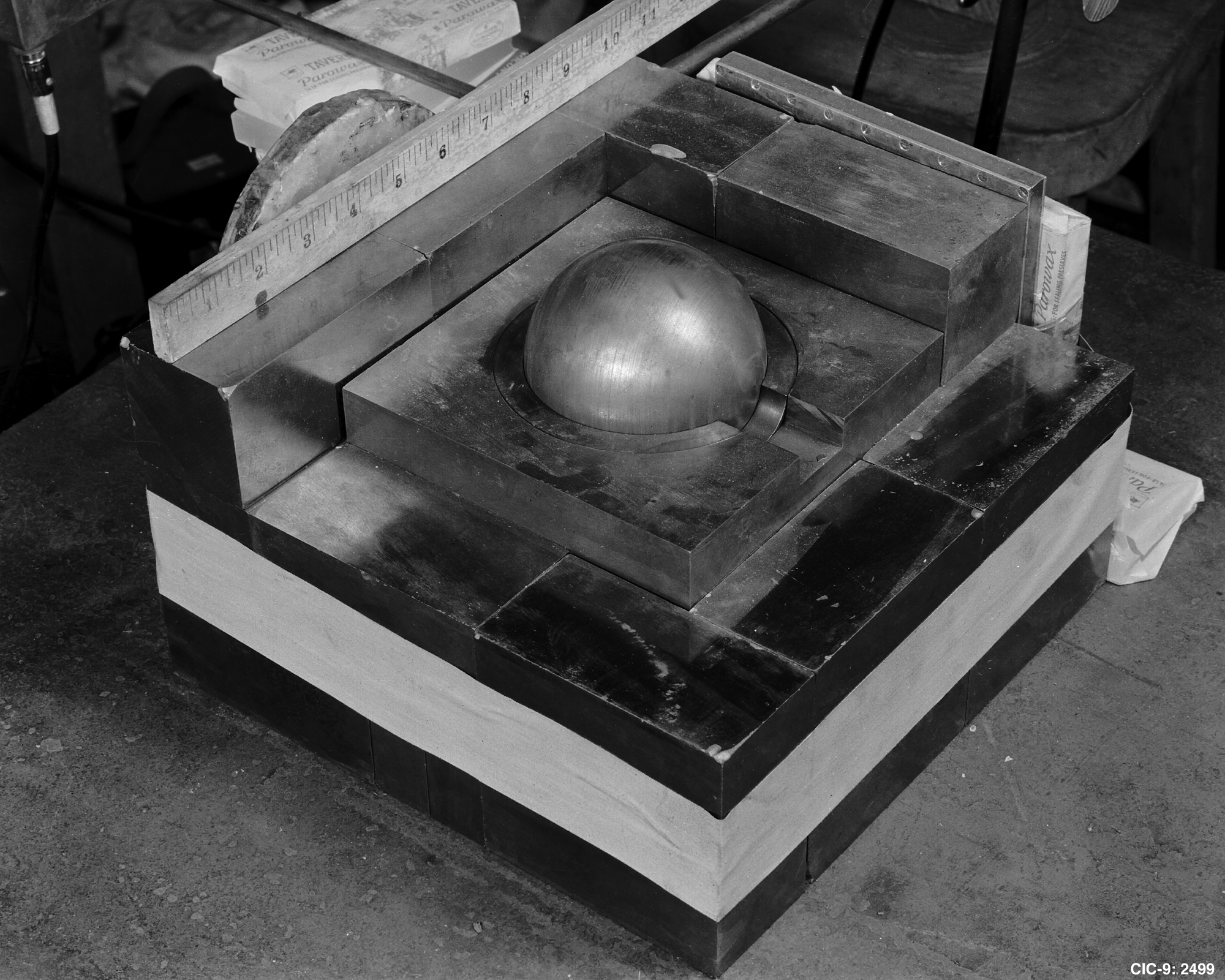
O Demon Core (Núcleo do Demônio) foi um fosso de plutônio que recebeu esse nome após matar dois cientistas em acidentes de criticidade

Nove meses depois, em 21 de maio de 1946, o físico canadiano Louis Slotin e outros cientistas, entre os quais Alvin C. Graves e Raemer Schreiber, estavam no Laboratório Nacional Los Alamos para uma demonstração que implicava a geração de uma reação de fissão ao colocar duas semi-esferas de berilio (material reflector de neutrões) em redor do mesmo núcleo de plutónio que tinha causado a morte de Daghlian. A mão de Slotin tinha uma chave de fenda que separava os hemisférios mantendo-os parcialmente fechados. Repentinamente a chave de fenda escorregou, os hemisférios fecharam-se completamente e o núcleo alcançou o nível supercrítico, libertando uma alta dose de radiação. Slotin separou rapidamente as duas metades, detendo a reação em cadeia e salvando imediatamente as vidas do resto dos cientistas no laboratório, mas o próprio Louis Slotin morreria nove dias depois, por envenenamento agudo por radiação, tendo recebido cerca de 10,0 Gy.

## História
O Demon core foi criado para ser usado em pesquisas no Laboratório Nacional Los Alamos. Ocorreram dois acidentes de criticidade, com consequências fatais:
- Em 21 de agosto de 1945, o núcleo foi cercado por blocos refletores de nêutrons para experiências, esses blocos refletiram os nêutrons e deixaram o núcleo critico, o cientista Harry Daghlian retirou rapidamente os blocos impedindo uma reação em cadeia, porem ele recebeu uma dose fatal de radiação e morreu 25 dias apos o incidente.[1]
- Em 21 de maio de 1946 o físico Louis Slotin e outros sete cientistas cercaram o núcleo novamente com tijolos, para uma experiência visando saber até onde a massa poderia ser considerada subcrítica, quando Slotin foi fazer um teste chamado de fazer cócegas na cauda do dragão devido à sua periculosidade,[4] que consistia em fechar o núcleo com uma semi-esfera de Berílio (refletor de nêutrons) enquanto impedia seu fechamento com uma chave de fendas; porém, esta escorregou, fazendo o núcleo fechar e ficar supercrítico, e em consequência libertar uma explosão de nêutrons e raios gama (que foram descritos como um flash azul por observadores) atingiu Slotin, que rapidamente removeu uma das metades do refletores de nêutrons, salvando a vida dos outros cientistas, porém Slotin sofreu uma dose letal de radiação e morreu 9 dias depois do incidente.[5]

## O Demon Core em uso

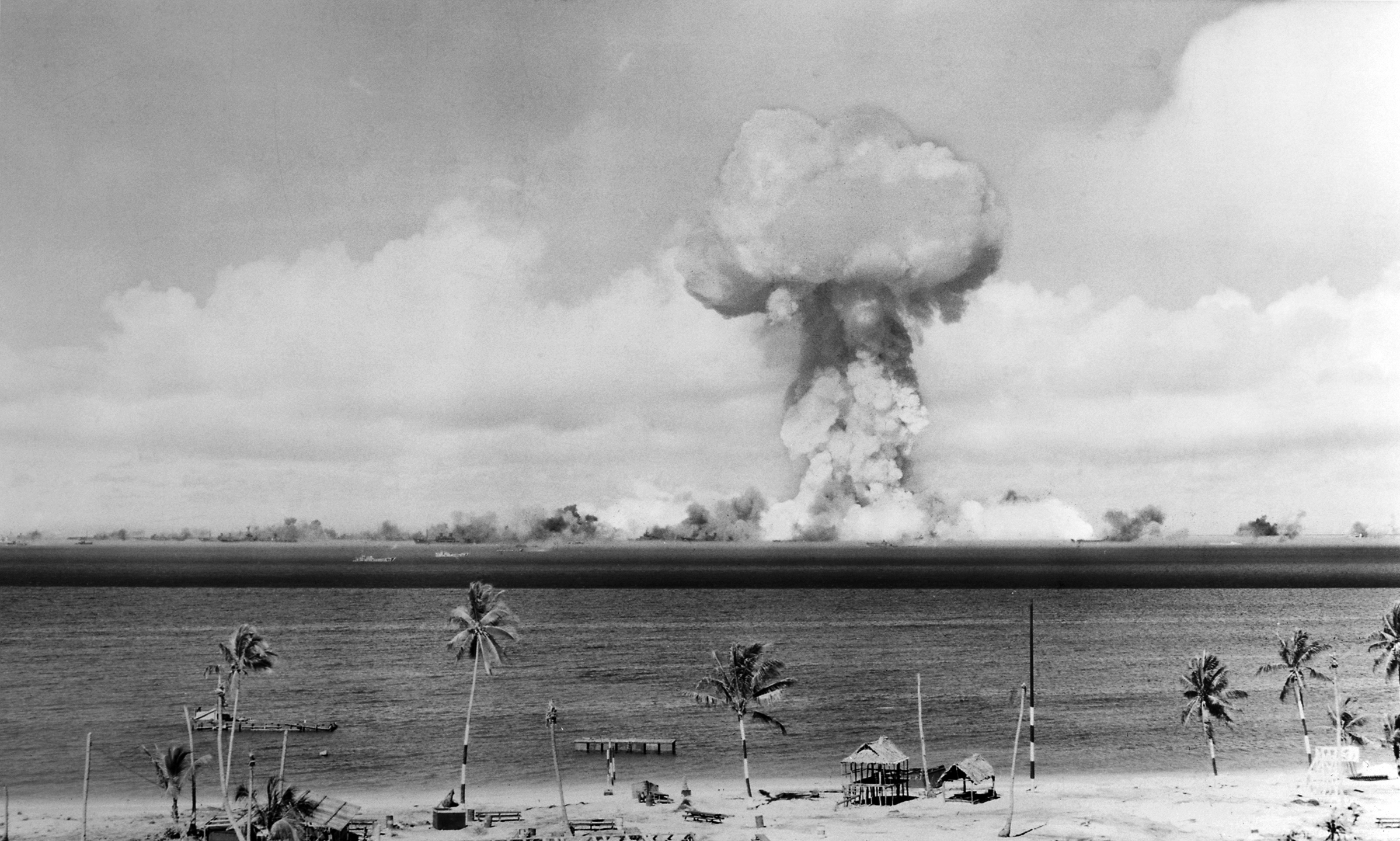
A nuvem de cogumelo gerada pelo Able

Cinco semanas depois do segundo acidente o Demon Core foi usado como fosso para o teste nuclear Able, os acidentes de criticidade o fizeram render 23 quilotons de TNT um pouco mais do que a media de 21 quilotons.